# Eugen Wiedemann
Eugen Wiedemann (* 21. Februar 1901 in Stuttgart; † 28. März 1969 in Sankt Petersburg) war ein deutscher Maschinenbauingenieur und Autor.

## Leben und Wirken
Eugen Weidmann absolvierte eine Lehre als Schlosser und Dreher. Ab 1919 studierte er an der TH Stuttgart. Sein Berufseinstieg erfolgte bei AEG in Berlin 1922 als Normeningenieur und Konstrukteur elektrische Großmaschinen. Er wechselte 1925 zu Bergmann Elektrizitätswerke in Berlin und übernahm die Leitung der Konstruktionsabteilung für Synchron- und Sondermaschinen. Dann zog er in die Schweiz und trat bei Brown, Boveri & Cie. (BBC) in Baden AG eine Stelle als Kleinmotoren-Konstrukteur an. Innerhalb des BBC-Konzerns wechselte er nach Mannheim, wo er ab 1934 als Oberingenieur und Abteilungsleiter für die Konstruktion und Berechnung elektrischer Maschinen zuständig war. Er kehrte 1946 nach Baden zurück, arbeitete als Chefkonstrukteur für Turbogeneratoren und wurde 1959 Sektorenchef für alle elektrischen Maschinen. In dieser Funktion hat er den späteren Vorstandsvorsitzenden Piero Hummel von BBC 1959 auf eine bedeutende USA-Reise begleitet. Hummel bezeichnete diese Reise mit Weidemann als Die Kür meines Lebens, weil sie zusammen zwei Großaufträge für Turbogruppen aus Los Angeles und von der Kraftwerksgesellschaft Tennessee Valley Authority in Knoxville nach Hause brachten. Die Beförderung von Weidemann zum Vizedirektor und Konsulenten der technischen Direktionen von BBC erfolgte 1962. Fachkollegen bezeichneten ihn als den wohl letzten Ingenieur, welcher mit seinem Wissen und seiner Stellung die Technik aller elektrischen Maschinen beeinflusst hat.

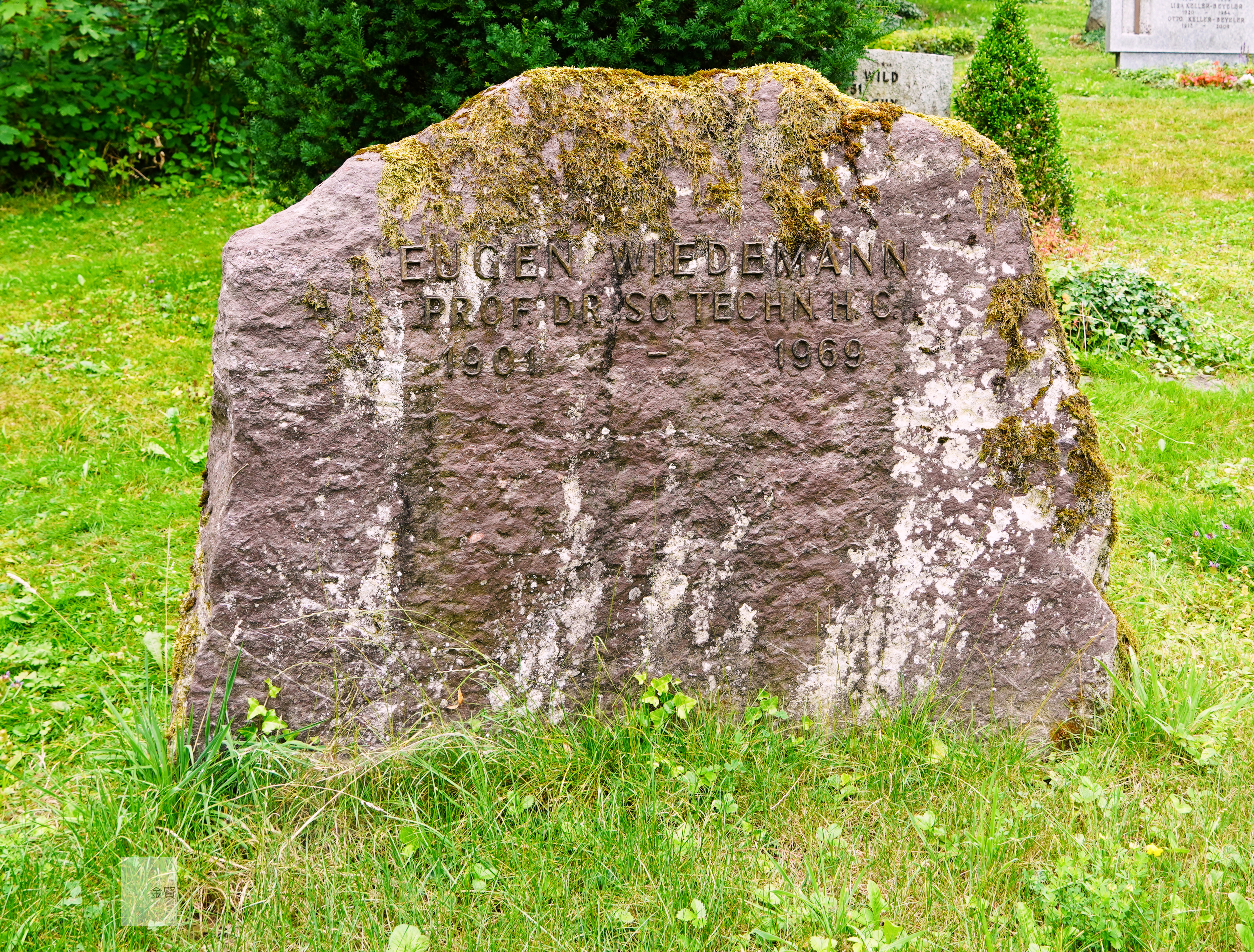
Grab von Eugen Wiedemann in Baden AG

Wiedemann wurde auf dem Friedhof Liebenfels in Baden AG bestattet.

## Weitere Tätigkeiten
- 1951 bis 1969: Lehrbeauftragter und Honorarprofessor TH Darmstadt.[2]

## Ehrungen
- 1961: Ehrendoktorat Dr. sc. tech. h.c. ETH Zürich
- 1965: goldene STEFAN-EHRENMEDAILLE, Österreichischer Verein für Elektrotechnik, verliehen an der TH Wien anlässlich des 150-Jahr-Jubiläums.[2]

## Veröffentlichungen
- mit Walter Kellenberger: Konstruktion elektrischer Maschinen. Verlag Springer, Berlin/Heidelberg, Neuauflage 2013, ISBN 978-3-662-12181-8.